# مخطمينات
المخطمينات (الاسم العلمي:†Rhynchonelloidea) هي فوق فصيلة منقرضة من عضديات الأرجل يتبع رتبة المخطميات من طائفة المخطمانية.

## التصنيف
- فصيلة †المخطمات
  - أسرة †المخطماوات
    - جنس †المخطمة